# 본머스웨스트 (영국 의회 선거구)
본머스웨스트 (Bournemouth West)는 영국 의회의 하원에서 지역을 대표하는 사우스웨스트잉글랜드의 선거구이다. 2005년부터 보수당의 토비어스 엘우드가 지역구 의원을 맡고 있다.
도싯주 본머스시의 중심부와 서부 지역을 포괄하는 지역구이다.

## 구획
- 1950–1974년: 본머스 주급자치구 센트럴, 이스트클리프, 킨슨, 무어다운노스, 무어다운사우스, 레드힐파크, 웨스트본, 웨스트클리프, 윈턴
- 1974–1983년: 본머스 주급자치구 센트럴, 이스트클리프, 킨슨노스, 킨슨사우스, 레드힐파크, 웨스트본, 웨스트클리프, 윈턴
- 1983–1997년: 본머스구 엔즈베리파크, 킨슨, 레드힐파크, 탤벗우즈, 월리스던, 웨스트본, 웨스트클리프, 윈턴. 풀구 올더니 본밸리, 캔퍼드매그나
- 1997–2010년: 본머스구 본머스센트럴, 이스트클리프, 엔즈베리파크, 킨슨, 레드힐, 탤벗우즈, 월리스던, 웨스트본, 웨스트클리프, 윈턴
- 2010–2019년: 본머스구 본머스센트럴, 킨슨노스, 킨슨사우스, 레드힐 노스본, 탤벗 브랭크섬우즈, 월리스던 윈턴웨스트, 웨스트본 웨스트클리프, 윈턴이스트. 풀구 올더니, 브랭크섬이스트
- 2019년~: 본머스크라이스트처치풀 올더니 본밸리, 본머스센트럴, 킨슨, 레드힐 노스본, 탤벗 브랭크섬우즈, 월리스던 윈턴웨스트, 웨스트본 웨스트클리프, 윈턴이스트[3]

본머스시 서부 지역을 포괄하는 지역구로, 킨슨, 엔즈베리파크, 올더힐스, 윈턴, 탤벗우즈 지역에서부터 본머스시 중심부와 웨스트클리프까지 이어진다. 2010년 영국 총선을 앞두고 이뤄진 제5차 웨스트민스터 선거구 정기심의에서는 풀 시의 브랭크섬을 편입하고 이스트클리프를 이웃한 본머스이스트 지역구로 넘겼다.
본머스시에서도 노동당 지지가 강한 킨슨 지역이 들어가 있으나, 1950년 영국 총선에서 처음 신설된 이래 보수당 의원만 당선되고 있어 텃밭 지역구로 분류된다.
현재 본머스 시청이 이 지역구에 위치해 있다.

## 역대 국회의원
| 선거 | 선거   | 의원                | 정당   | 비고                                                  |
| ---- | ------ | ------------------- | ------ | ----------------------------------------------------- |
|      | 1950년 | 로버트 개스코인세실 | 보수당 | 1954년 의원직 사퇴                                    |
|      | 1954년 | 존 이든             | 보수당 |                                                       |
|      | 1983년 | 존 버터필           | 보수당 |                                                       |
|      | 2010년 | 코너 번스           | 보수당 | 무역정책 부장관 (2019~2020) 북아일랜드 부장관 (2021~) |

## 선거

### 2010년대
| 선거                                      | 선거 결과 | 선거 결과                                             | 후보                | 후보        | 정당   | 득표   | %     | ±%   |
| ----------------------------------------- | --------- | ----------------------------------------------------- | ------------------- | ----------- | ------ | ------ | ----- | ---- |
| 2019년 총선 투표수: 45,977 (62.0%) (+1.2) |           | 보수당 유지 과반 득표: 10,150 (22.1%) +4.8            |                     | 코너 번스   | 보수당 | 24,550 | 53.4  | -0.1 |
| 2019년 총선 투표수: 45,977 (62.0%) (+1.2) |           | 보수당 유지 과반 득표: 10,150 (22.1%) +4.8            | 데이비드 스토크스   | 노동당      | 14,400 | 31.3   | -4.9  |      |
| 2019년 총선 투표수: 45,977 (62.0%) (+1.2) |           | 보수당 유지 과반 득표: 10,150 (22.1%) +4.8            | 존 니컬라스         | 자유민주당  | 4,931  | 10.7   | +4.1  |      |
| 2019년 총선 투표수: 45,977 (62.0%) (+1.2) |           | 보수당 유지 과반 득표: 10,150 (22.1%) +4.8            | 사이먼 불           | 녹색당      | 2,096  | 4.6    | +1.8  |      |
| 2017년 총선 투표수: 44,507 (60.8%) (+2.8) |           | 보수당 유지 과반 득표: 7,711 (17.3%) -12.4 -6.6% 선회 |                     | 코너 번스   | 보수당 | 23,812 | 53.5  | +5.3 |
| 2017년 총선 투표수: 44,507 (60.8%) (+2.8) |           | 보수당 유지 과반 득표: 7,711 (17.3%) -12.4 -6.6% 선회 | 데이비드 스토크스   | 노동당      | 16,101 | 36.2   | +18.5 |      |
| 2017년 총선 투표수: 44,507 (60.8%) (+2.8) |           | 보수당 유지 과반 득표: 7,711 (17.3%) -12.4 -6.6% 선회 | 필 던               | 자유민주당  | 2,929  | 6.6    | −1.3  |      |
| 2017년 총선 투표수: 44,507 (60.8%) (+2.8) |           | 보수당 유지 과반 득표: 7,711 (17.3%) -12.4 -6.6% 선회 | 사이먼 불           | 녹색당      | 1,247  | 2.8    | −4.6  |      |
| 2017년 총선 투표수: 44,507 (60.8%) (+2.8) |           | 보수당 유지 과반 득표: 7,711 (17.3%) -12.4 -6.6% 선회 | 제이슨 홀시         | 영국 해적당 | 418    | 0.9    | 신인  |      |
| 2015년 총선 투표수: 41,767 (58.0%) (−0.1) |           | 보수당 유지 과반 득표: 12,410 (29.7%) +16.3           |                     | 코너 번스   | 보수당 | 20,155 | 48.2  | +3.1 |
| 2015년 총선 투표수: 41,767 (58.0%) (−0.1) |           | 보수당 유지 과반 득표: 12,410 (29.7%) +16.3           | 마틴 홀든           | 영국 독립당 | 7,745  | 18.5   | +11.3 |      |
| 2015년 총선 투표수: 41,767 (58.0%) (−0.1) |           | 보수당 유지 과반 득표: 12,410 (29.7%) +16.3           | 데이비드 스토크스   | 노동당      | 7,386  | 17.7   | +2.9  |      |
| 2015년 총선 투표수: 41,767 (58.0%) (−0.1) |           | 보수당 유지 과반 득표: 12,410 (29.7%) +16.3           | 마이크 플러머       | 자유민주당  | 3,281  | 7.9    | −23.8 |      |
| 2015년 총선 투표수: 41,767 (58.0%) (−0.1) |           | 보수당 유지 과반 득표: 12,410 (29.7%) +16.3           | 엘리자베스 맥머너스 | 녹색당      | 3,107  | 7.4    | 신인  |      |
| 2015년 총선 투표수: 41,767 (58.0%) (−0.1) |           | 보수당 유지 과반 득표: 12,410 (29.7%) +16.3           | 딕 프랭클린         | 조국당      | 99     | 0.2    | 신인  |      |

## 같이 보기
- 도싯주의 영국 의회 선거구

### 참조주
1. ↑  “Bournemouth East: Usual Resident Population, 2011”. 《Neighbourhood Statistics》. Office for National Statistics. 2016년 3월 4일에 원본 문서에서 보존된 문서. 2015년 2월 1일에 확인함.
2. ↑  “England Parliamentary electorates 2010–2018”. Boundary Commission for England. 27 September 2020에 확인함.
3. ↑  “Initial proposals for new Parliamentary constituency boundaries in the South West region | Boundary Commission for England | Page 7”. 《boundarycommissionforengland.independent.gov.uk》. 2021년 10월 16일에 확인함.
4. ↑  레이그 레이먼트의 연도별 국회의원 목록 (Leigh Rayment's Historical List of MPs) –  'N'로 시작하는 선거구 - part 2
5. ↑  “Statement of Persons Nominated” (PDF).
6. ↑  “Bournemouth West parliamentary constituency”. 《BBC News》.